# Édouard Barbey
Édouard Barbey (* 2. September 1831 in Béziers; † 26. März 1905 in Paris) war ein französischer Politiker.

## Leben
Nachdem Edouard Barbey die Marineschule in Brest absolviert hatte, nahm er als Marineoffizier an verschiedenen Expeditionen teil. 1862 nahm er seinen Abschied im Rang eines Kapitänleutnants und leitete bis 1870 die Spinnfabriken seines Vaters in Mazamet. Nach Ausbruch des Deutsch-Französischen Kriegs erhielt er ein Artilleriekommando in den Pariser Forts auf dem linken Ufer der Seine. Nach dem Frieden erwählte ihn Mazamet 1871 zum Maire und Generalrat, in welcher Eigenschaft er den bonapartistischen Kandidaten bekämpfte. 1882 wurde er Senator für Tarn und nahm seinen Sitz auf der republikanischen Linken. Er beteiligte sich besonders an den Debatten über das Gemeindegesetz, das Volksschulgesetz und das Marinebudget, über das er wiederholt Bericht erstattete. Vom 30. Mai bis 12. Dezember 1887 hatte er das Portefeuille der Marine und der Kolonien im Ministerium Rouvier inne. Er übernahm dieses später wieder nach dem Rücktritt des Marineministers Krantz am 10. November 1889 im Kabinett Tirard und ging 1890 in das Ministerium Freycinet über, mit dem er am 19. Februar 1892 demissionierte. Dann kehrte er wieder in den Senat zurück und wurde 1893 Präsident der Marinekommission sowie 1896 jener der Finanzkommission, welche beiden Ämter er bis 1901 ausübte. 1901–04 war er Vizepräsident des Senats. Barbey trug die Auszeichnung eines Offiziers der Ehrenlegion.